# ユニバーシアード水球競技
FISUワールドユニバーシティゲームズ水球競技は、1959年大会での初開催以来開かれている。女子大会は2009年大会より加わった。ただし、1975年と1989年は実施されなかった。

## メダル獲得者
男子
| 大会 | 金                     | 銀                     | 銅             |
| ---- | ---------------------- | ---------------------- | -------------- |
| 1959 | ユーゴスラビア         | ハンガリー             | イタリア       |
| 1961 | ユーゴスラビア         | ソビエト連邦           | ハンガリー     |
| 1963 | ハンガリー             | ソビエト連邦           | ブラジル       |
| 1965 | ハンガリー             | ソビエト連邦           | ルーマニア     |
| 1967 | 日本                   | アメリカ合衆国         | イタリア       |
| 1970 | ソビエト連邦           | イタリア               | ハンガリー     |
| 1973 | ソビエト連邦           | キューバ               | アメリカ合衆国 |
| 1977 | ルーマニア             | ハンガリー             | イタリア       |
| 1979 | アメリカ合衆国         | ソビエト連邦           | ユーゴスラビア |
| 1981 | キューバ               | アメリカ合衆国         | ルーマニア     |
| 1983 | ソビエト連邦           | アメリカ合衆国         | キューバ       |
| 1985 | ソビエト連邦           | ユーゴスラビア         | キューバ       |
| 1987 | イタリア               | キューバ               | ユーゴスラビア |
| 1991 | アメリカ合衆国         | 中国                   | イタリア       |
| 1993 | アメリカ合衆国         | ハンガリー             | イタリア       |
| 1995 | ユーゴスラビア         | ハンガリー             | オーストラリア |
| 1997 | イタリア               | ハンガリー             | オーストラリア |
| 1999 | スペイン               | イタリア               | ハンガリー     |
| 2001 | イタリア               | ロシア                 | ハンガリー     |
| 2003 | ハンガリー             | セルビア・モンテネグロ | オーストラリア |
| 2005 | セルビア・モンテネグロ | ハンガリー             | トルコ         |
| 2007 | モンテネグロ           | イタリア               | ハンガリー     |
| 2009 | オーストラリア         | クロアチア             | セルビア       |

Women
| Games | 金   | 銀         | 銅     |
| ----- | ---- | ---------- | ------ |
| 2009  | 中国 | ハンガリー | ロシア |

## 参照
- Sports123